# Коан
Коан (на английски: kōan /ˈkoʊ.ɑːn/; 公案; на китайски: gōng-àn; на корейски: gong'an; на виетнамски: công án) е история, диалог, въпрос или твърдение, изложение в историята или системата от знания на дзен будизма, общо съдържащи аспекти, които са недостъпни за рационалното разбиране, но може би достъпни за интуицията. Буквално „коан“ означава „обществен случай“, тъй като това са записки от разговорите между Дзен учител и негов ученик. В резултат от медитация върху въпрос, който няма логичен отговор (коан), ученикът е получил просветление. Затова коаните са съхранени в сборници. Един от най-известните сборници с коани е известен като „Вратата без врата“ или „Вумен коан“. Той се състои от 48 коана. Отговорът на въпроса, зададен в коана, не е понятие, а своеобразна врата, през която съзнанието преминава отвъд мисловното състояние. Известен коан е: Две ръце пляскат и има звук; какъв е звукът на едната ръка? (устна традиция, приписвана на Хакуин Екаку, (1686 – 1769), смятан за подновител на коановата традиция в Япония).